# Société de philosophie chrétienne
La Société libre de philosophie chrétienne (généralement appelée Société de philosophie chrétienne) est une société savante et religieuse fondée par l'abbé Grégoire en 1795

## Histoire
La Société libre de philosophie chrétienne fut créée en mai 1795 par Henri Grégoire, plus connu sous le nom d'abbé Grégoire. Alors évêque constitutionnel de Blois, il s'était entouré d'autres membres de l'Église constitutionnelle ainsi que de laïcs, souvent jansénistes et toujours gallicans, afin de reprendre une activité religieuse et intellectuelle après la vague déchristianisatrice de la Terreur. Cette société avait pour but de reprendre l'étude des sciences religieuses interrompues par la Révolution française, ainsi que de fédérer les membres de l'Église constitutionnelle et de lutter contre la Théophilantropie et le culte de l'Être Suprême. Selon l'abbé Grégoire, cette société réunissait des membres « empressés de faire du bien, en évitant de faire du bruit ».
Composée d'une cinquantaine de membres, la société se réunit d'abord à Paris, rue Pierre-Sarrazin, chez l'évêque des Landes, Jean-Pierre Saurine, puis rue Saint-Jacques, chez l'évêque de l'Aveyron, Claude Debertier. Elle effectuait également de fréquentes visites à l'ancienne abbaye de Port-Royal des Champs, puisqu'elle se réclamait ouvertement de l'héritage gallican des jansénistes.
La Société disposait d'un organe de presse, les Annales de la religion, tirant à environ 3 000 exemplaires, qui diffusait ses idées. Ce journal parut de 1795 à 1803.
Elle cessa ses activités à cause du Concordat de 1801, qui obligea tous les évêques constitutionnels à démissionner. Les membres de cette société restèrent cependant pour la plupart unis dans leur refus du Concordat, leur volonté d'une Église gallicane et leur républicanisme irréductible.